# Меклер, Георгий Карлович
 Георгий Карлович Меклер  (3 [15] февраля 1858, Лифляндская губерния Российская  империя — 1915) — российский педагог, приват-доцент кафедры сравнительного языкознания Санкт-Петербургского университета.

## Биография
Родился в Лифляндской губернии 3 (15) февраля 1858 года в семье помещика Курляндской губернии.
В 1871—1876 годах учился в Николаевской Рижской гимназии Императора Николая I и в 1877 году поступил на историко-филологический факультет Дерптского университета. В 1882 году сдал экзамен на степень кандидата по древне-классической филологи. Затем был домашним учителем у попечителя Дерптского учебного округа, потом отбыл воинскую повинность. В 1883 году получил золотую медаль за сочинение «Об образовании форм женского рода в греческом и латинском языках», был оставлен при университете на один год. В 1884 году получил степень кандидата по сравнительному языкознанию, по этому же предмету сдал экзамен на степень магистра и отправился за границу.
В феврале 1887 года защитил магистерскую диссертацию, а в июле того же года был утверждён приват-доцентом Санкт-Петербургского университета; преподавал санскрит. В октябре того же года стал преподавать латинский язык в Санкт-Петербургском училище Святой Екатерины.
Скончался в 1915 году.